# Ідеологічне кліше
Ідеологічне кліше (політичне кліше чи пропагандистське кліше) — шаблонний вираз, що вживається в публіцистиці, журналістиці, публічних виступах політичних і державних діячів, програмних документах політичних партій з метою в короткій, декларативній формі класифікувати (як правило, однозначно) і дати оцінку політичним суб'єктам або явищам. Для розуміння ідеологічного кліше потрібно обов'язково знати контекст, в якому воно вживається, бо в залежності від цього, один і той же вираз може мати різні значення. 
Деякі дослідники відносять ідеологічне кліше до сучасних міфів.
Може розглядатися також як прийом риторики.

## Приклади

#### Ідеологічні кліше
- «Люди доброї волі» («доброї волі люди») (рос. «Люди доброй воли», «доброй воли люди»),
- «прогресивна громадськість»,
- «рівні можливості» («рівність»);

#### Політичні та пропагандистські кліше
Відомі наразі ідеологічні кліше, які використовуються у сучасній пропаганді. 
- «світовий уряд»,
- «слуга народу»,
- «жовта преса» («жовта газета (газетка)») (рос. «желтая пресса», «желтая газета (газетенка)»),
- «вільний світ», «залізна завіса» ((-ий) «занавіс») (рос. «железный занавес»),
- «імперія зла» (рос. «империя зла»),
- «вертикаль влади» (рос. «вертикаль власти»),
- «цивілізована країна»,
- «загниваючий Захід», «гнилий Захід» (рос. «загнивающий Запад», «гнилой Запад»).